# Kiša
 Ovo je glavno značenje pojma Kiša. Za druga značenja pogledajte Kiša (razdvojba).
Kiša je oborina tekuće vode u obliku kapljica promjera većeg od 0,5 mm, ili manjih ali vrlo rijetkih kapljica što padaju na rubu kišnog područja. Gusta oborina kapljica manjih od 0,5 mm u promjeru se zove rosulja. Ponekad u oblacima ima izvanredno mnogo finih čestica prašine ili pijeska uzdignutih s tla pješčanim ili prašinskim olujama u suhim područjima. Ove čestice padaju zajedno s kišom dajući joj crvenkastu do žućkastu boju (blatna ili krvava kiša u našim krajevima). Kiša promjenjiva inteziteta iz kumulonimbusa naziva se pljusak. Oblačni elementi su sićušne kapljice vode i/ili kristalići leda, koji nastaju kondenzacijom ili sublimacijom vodene pare. Oborinski elementi (kišne kapi, kristali, pahuljice) mnogo su veći i nastaju drugim fizikalnim procesima, koji nužno ne slijede iza nastanka oblačnih elemenata. Oborinski elementi najčešće nastaju na tri načina:
- predestilacijom vodene pare s pothlađenih kapljica na kristale leda, a takvih kapljica i kristala ima u oblacima kojima je temperatura manja od ledišta

- predestilacijom vodene pare s toplih kapljica na hladne u oblacima kojima je temperatura veća od ledišta

- koalescencijom, stapanjem manjih kapljica s većima, koja padaju brže i na svom putu skupljaju sporije manje kapljice.

Prvi oblik važan je u umjerenim širinama i polarnim krajevima, gdje i svaka kiša počinje kao snijeg u visini. Ako je sloj zraka između oblaka i tla dovoljno topao, snijeg se rastopi i pada kiša. Drugi način prvenstveno dolazi u tropskim i ekvatorskim, gdje je zrak topao do velikih visina a treći način svugdje. 
Teorija postanka kiše omogućila je izazivanje umjetne kiše zasipanjem oblaka česticama srebrnog jodida, suhog leda, sitnim kapljicama vode. Obrana od tuče zasniva se na istom načelu: zasipanjem oblaka omogućuje se stvaranje velikog broja malih oborinskih elemenata umjesto malog broja velikih i štetnih.
U osnovi meteorolozi razlikuju dvije vrste kiša: "hladne kiše " i "tople kiše".
Oko 80% kiše su hladne kiše, ostalih 20% su tople kiše, a razlika se nalazi u procesu nastajanja kišnih kapi.

## Proces nastanka
Kad Sunce zagrijava površinu Zemlje isparava se voda. Zagrijani zrak i plinovita vodena para se dižu sa zemlje. Što je zrak topliji to više vodenih molekula može primiti. Pored vodene pare se posvuda u zraku nalaze i male nevidljive čestice aerosola. One su tako male i lake da su nošene zrakom iako nisu u plinovitom stanju. Što je veća visina zrak se više hladi. Što je zrak hladniji to manje molekula vodene pare može sadržavati - znanstvenici za to kažu da se hladni zrak prije zasiti. Tek kad je zrak potpuno zasićen vodenom parom mogu nastajati oblaci, dok prekomjerna vodena para na partikule aerosola u fine kapljice. Kapljice su tanke kao dlaka i tako lagane da ih zrak može zadržavati.
Pri kondenzaciji vodena para opet predaje energiju koja je bila potrebna suncu da ispari vodu. Tako se okolni zrak i dalje zagrijava i može se i dalje dizati u vis. Na njegovom putu u visine se kapljice oblaka slučajno sudaraju i ujedinjuju.
Na hladnim visinama na oko -20 °C se još uvijek tekuće ali jako pothlađene kapljice oblaka djelomično smrzavaju u ledene kristale. Oni i dalje rastu tako što zraku oduzimaju vodenu paru. Kad su dovoljno teški počinju padati prema dolje i dalje još skupljaju kapljice oblaka. Kristali se zgrudavaju tako u zrna sole tuče. Čim prijeđu temperaturnu granicu od 0 °C opet se tope i padaju na zemlju kao hladna kiša. Kiša je, dakle, stoga "hladna" jer su njene kapljice prije toga bile smrznuta zrna sole ili tuče. 
Topla kiša najprije nastaje na isti način kao i hladna kiša, ali kapljice oblaka ne smrzavaju nego se samo međusobno sudaraju dok ne postanu toliko velike i teške da počnu padati. Pošto tijekom tog procesa uvijek iznova kapljice oblaka isparavaju, ovaj proces u pravilu traje duže nego proces nastanka hladne kiše.
U nekim kulturama su razvijene sprave za borbu protiv kiše kao što je kišobran ili kabanica. U tropskim krajevima ljudi ne vole izlaziti iz kuća tijekom kišnih padalina, jer je kiša najčešće povezana s olujom.
Generalno, kiša je nešto ispod pH 6, zbog apsorpcije atmosferskog ugljikovog dioksida, koji se u kapi pretvara u manje količine ugljikove kiseline.  Kiša ispod pH 5,6 se smatra kiselom kišom.